# Anhídrid melític
L'anhídrid melític, també anomenat trianhídrid melític i trianhídrid benzèhexacarboxílic, és l'anhídrid de l'àcid melític, és un compost orgànic amb la fórmula C12O9.
No conté altres elements a part del carboni i l'oxigen, l'anhídrid melític és un òxid de carboni (oxocarboni) i, juntament amb el CO2, el CO i el C3O2, és un dels quatre únics que són raonablement estables en condicions estàndard.
És un sòlid sublimable blanc, aparentment obtingut per Justus Liebig i Friedrich Wöhler el 1830 en el seu estudi de la mellita ("pedra de mel") i té la fórmula empírica C4O3.
La substància va ser caracteritzada correctament el 1913 per H. Meyer i K. Steiner. Conserva el caràcter aromàtic de l'anell de benzè.